# Il ne faut jurer de rien
Cet article concerne la pièce de théâtre. Pour le film, voir Il ne faut jurer de rien !.
 (janvier 2013).
Si vous disposez d'ouvrages ou d'articles de référence ou si vous connaissez des sites web de qualité traitant du thème abordé ici, merci de compléter l'article en donnant les références utiles à sa vérifiabilité et en les liant à la section « Notes et références ».
Il ne faut jurer de rien est une pièce de théâtre d'Alfred de Musset, écrite en 1836, mais mise en scène seulement le 22 juin 1848 au Théâtre-Français. Les représentations sont ensuite suspendues jusqu'au 18 juillet 1848 en raison des émeutes parisiennes.
Le genre de la pièce est le proverbe dramatique. C’est une courte comédie (trois actes) qui illustre un proverbe qui sert de titre à la pièce et qu'on trouve aussi dans sa toute dernière réplique. Ce proverbe affirme qu'il ne faut jamais être trop sûr de soi puisque tout peut toujours changer.

## Présentation de l’intrigue
Valentin, âgé de 25 ans, se retrouve face à un dilemme : son oncle refuse de lui prêter, à nouveau, de l’argent, à moins qu’il ne se marie. Mais le mariage est la dernière chose que Valentin souhaite, car selon lui, se marier, c’est prendre le risque d’être trompé. Il décide donc de démontrer cette vérité à son oncle en se rendant incognito chez sa promise, Cécile, avec le pari de la séduire en seulement huit jours.

## Résumé de la pièce
Acte I, scène 1. Van Buck, négociant, reproche à son neveu Valentin de vivre comme un prince alors qu’il n’a plus de fortune et, en conséquence, de devoir payer les créances de celui-ci. Il le menace de le déshériter, s'il ne change pas son comportement. Valentin se moque gentiment de son oncle car il sait que ce dernier est plein de bonté pour lui. Afin que Valentin puisse se ranger et mener une vie honorable, Van Buck se propose de le marier avec Mlle de Mantes. Le jeune homme refuse parce qu’il ne croit pas à la vertu des femmes. Ses sentiments pour son oncle l’amènent à accepter de rencontrer Mlle de Mantes à condition que son nom reste secret.
Acte I, scène 2. Cécile commence son cours de danse où elle s’entraîne à danser la poule. La baronne interrompt le cours de sa fille pour lui dire qu’un jeune homme va venir lui rendre visite. Cécile reprend sa leçon jusqu'à ce que Van Buck arrive pour annoncer à la baronne que son neveu ne viendra pas. Tout à coup, un bruit suspect surprend leur conversation ; l’abbé va voir à la fenêtre et aperçoit une voiture d’où sort un jeune homme.
Acte II, scène 1. La scène se passe entre Valentin et Van Buck. Valentin persiste dans son projet malgré les remontrances de Van Buck effrayé. Valentin explique son dessein à son oncle, il veut se faire passer pour un étranger devant Cécile. Au fur et à mesure de la scène, Van Buck commence à approuver son idée. Valentin tombe sous le charme de Cécile ; c'est alors que Valentin veut lui écrire un brûlant billet d’amour.  
Acte II, scène 2. Van Buck prévient la baronne que Valentin a écrit un billet à Cécile. Ils lisent ensemble le billet qui invite Cécile à un rendez-vous nocturne. La Baronne s'offusque et chasse Van Buck et son neveu. 
Acte III, scène 1. Valentin et Van Buck se retrouvent dans une auberge des environs peu avant l’heure du dîner et commentent les événements de cette journée. Valentin continue à échafauder des plans afin de séduire Cécile et Van Buck se lamente.
Acte III, scène 2.  La scène se passe au château, dans le salon, entre la baronne, l’abbé et Cécile. La baronne enferme sa fille pour préparer son bal. Cécile ruse pour se libérer de la bibliothèque dans laquelle elle est emprisonnée. Elle s’enfuit pour se rendre au rendez-vous qu’elle a donné à Valentin. 
Acte III, scène 3. Valentin et Van Buck sont dans le bois. Valentin explique à Van Buck qu’il a reçu un billet de Cécile, lui disant de le rejoindre, et convaincre celui-ci de distraire l’abbé et la baronne, très inquiets de la disparition de Cécile, pendant que Valentin part à sa rencontre. 
Acte III, scène 4. Valentin est dans le bois et retrouve Cécile. Valentin semble être attiré par Cécile qui parle déjà mariage. Valentin n’est pas sincère envers Cécile : il lui cache son plan avec son oncle bien que Cécile se doute de quelque chose. Mais devant la sincérité et la pureté de la jeune fille, Valentin tombe amoureux. 
À la fin de la scène, Van Buck et la baronne entrent et voient le nouveau couple s’embrasser. Valentin n’a pas gagné son pari et comprend qu’« il ne faut jurer de rien ». La pièce s’achève sur ce proverbe.

## Les personnages
Valentin. 
Valentin Van Buck est un jeune homme de vingt-cinq ans qui mène une vie de dandy, aux dépens des finances de son oncle, obstiné dans l’idée de le marier. Ce « Don Juan » refuse pourtant cette idée, mais son refus est surtout dû à sa peur de l’adultère féminin: en effet, c’est par peur d’être blessé que le héros refuse le mariage. Il veut vivre au jour le jour, sans contraintes et sans femmes pour lui dicter son comportement. Il soigne son élégance (« gilets de satin », « barbe en pointe », « cheveux sur les épaules » et « robe de chambre à fleurs ») quand bien même il ne pourrait « payer son tailleur ». Il a aussi un brillant esprit de repartie. Il est cultivé et malin. Son stratagème, qui consiste à se présenter comme un étranger blessé au domicile de sa promise pour démontrer à son oncle qu’elle n’est pas faite pour lui, nous le démontre. Ce jeune homme est aussi très sûr de lui : son pari le prouve. Enfin ce dandy est très déterminé et sûr de ses affirmations. Mais est-il réellement à l’abri de l’amour ?
Cécile. 
Cécile est la fille de la baronne de Mantes, elle est promise à Valentin. « De la Cécile des Liaisons dangereuses de Laclos (…), elle a la fraîcheur sans la naïveté ni le goût pour les plaisirs libertins ». À l'opposé du dandy qu'est Valentin, elle préfère le langage simple et la sincérité. 
Van Buck. 
Van Buck est l’oncle de Valentin. C’est un personnage grognon mais généreux, obnubilé par l’argent et par son commerce. Il veut absolument marier son neveu. On découvre sa vraie nature durant le dernier acte : celle d’un bon vivant amateur de plaisirs et de fêtes.
L'abbé. 
L'abbé est un personnage caricatural. Il n'est là que pour tenir compagnie à la baronne, jouer aux cartes et se préoccupant peu de ses devoirs religieux. C'est un des signes de l'anticléricalisme de Musset, perceptible dans On ne badine pas avec l'amour.
Le maître de danse. 
Le maître de danse est un personnage secondaire qui fait une brève apparition dans la scène 2 de l’acte I. Dans cette scène, il donne des cours de danse à Cécile. Il est aux ordres de la baronne 
L’aubergiste. 
L’aubergiste est un personnage secondaire. Quand la baronne renvoie Van Buck et Valentin du château, l’aubergiste les accueille dans son auberge.
Il échange un bref discours avec Van Buck, pour lui assurer qu’il possède un bon vin de Bourgogne.
Un garçon. 
Le garçon est un personnage très secondaire, intéressé par l’argent. Au fur et à mesure que Valentin augmente le prix de la commission, il devient de plus en plus affable et emploie des titres de plus en plus respectueux.
La baronne. 
La baronne représente la noblesse ruinée de l’ancien régime. Mais cela ne l'empêche pas de vouloir marier sa fille au neveu de Van Buck. Selon elle, une fille ne cache rien à sa mère. Elle n'a pourtant pas connaissance des sentiments qui agitent sa fille. La baronne est avant tout un personnage comique, du fait de ses contradictions ; en effet la baronne apprend que sa fille n'aime pas Valentin.

## Rapprochements avecOn ne badine pas avec l'amour
Il ne faut jurer de rien et On ne badine pas avec l'amour sont des proverbes dramatiques, qui se découpent en trois actes. Leur thème principal est l’amour ou, plus exactement, le refus du mariage, la raison de ce refus étant la peur d’un amour éphémère. Si les motivations ne sont pas les mêmes, dans chaque pièce, l'un des personnages principaux (Valentin, dans Il ne faut jurer de rien, Camille, dans On ne badine pas avec l'amour) tente de simuler l’inverse de ses sentiments. 
De même, on retrouve des personnages typiques de Musset, les « fantoches » selon R. Mauzi : des personnages exagérés qui semblent ne pas avoir de vie en dehors de l’intrigue, ils sont comme vides. 
Les différences principales entre les deux pièces sont les relations entre les personnages. Dans On ne badine pas avec l'amour, un triangle amoureux se forme grâce au personnage de Rosette. Ce schéma ne se retrouve pas dans Il ne faut jurer de rien. Cela n'est pas sans rapport avec le fait que la première s’achève tragiquement tandis que la seconde se termine bien.